# Lepidarchus adonis
Lepidarchus adonis es una especie de peces de la familia Alestidae en el orden de los Characiformes, es la única especie del género Lepidarchus.

## Morfología
Los machos pueden llegar alcanzar los 2,1 cm de longitud total.

## Subespecies
- Lepidarchus adonis signifer (Isbrücker, 1970)

## Hábitat
Es un pez de agua dulce y de clima tropical (22 °C-26 °C).

## Distribución geográfica
Se encuentran en África: sur de Ghana y de  Costa de Marfil. 